# Даранак
Даранак (вірм. Դարանակ) — село в марзі Гегаркунік, на сході Вірменії. Село розташоване на північний захід від міста Варденіс та на південний схід від міста Чамбарак.